# Ulica Chramcówki w Zakopanem
Ulica Chramcówki – ulica położona w Zakopanem, w historycznej dzielnicy Chramcówki.

## Historia
Do XIX wieku tereny, przez które biegną Chramcówki, były łąkami należącymi do rodziny Chramców. Ulica została wytyczona w połowie XIX wieku jako trakt hutniczy biegnący od ul. Kasprowicza do ul. Witkiewicza. W 1901 r. fragment od dworca PKP do ul. Witkiewicza przemianowano na ulicę Jagiellońską. Do końca XIX w. Chramcówki pełniły rolę reprezentacyjnego traktu.

## Ważne budynki
- Willa Krzemień (nr 20b)
- Willa Polonia (nr 24)
- Zakład Wodoleczniczy doktora Andrzeja Chramca
- Willa Pod Matką Boską